# Alice Vieira
 (février 2013).
Si vous disposez d'ouvrages ou d'articles de référence ou si vous connaissez des sites web de qualité traitant du thème abordé ici, merci de compléter l'article en donnant les références utiles à sa vérifiabilité et en les liant à la section « Notes et références ».
Alice de Jesus Vieira Vassalo Pereira de Fonseca, née le 20 mars 1943 à Lisbonne (Portugal), est une écrivaine et journaliste portugaise.

## Biographie
Alice Vieira fait ses études en philosophie germanique à l'Université de Lisbonne. À partir de 1969, elle se lance dans le journalisme professionnel en travaillant pour les journaux : Diário de Lisboa, Diário Popular et Diário de Notícias. Elle a travaillé dans plusieurs programmes télévisés pour les enfants. Elle publie son premier livre intitulé "Rosa, Minha Irmã Rosa" en 1979, et elle reçoit le Prix de la Littérature de Jeunesse pour ce dernier. En 1983, elle reçoit avec Este Rei que Eu Escolhi le Prix Calouste Gulbenkian de Littérature de jeunesse et en 2007, le Prix Maria Amália Vaz de Carvalho avec son recueil de poèmes Dois corpos tombados na Água. Sa nouvelle intitulée Os Olhos de Ana Marta a été citée sur la liste d'honneur d'IBBY (Centre National de la Littérature pour Jeunesse).
Ses œuvres ont été traduites dans plusieurs langues : en français, en allemand, en russe, en hollandais, en italien, en chinois...

## Quelques œuvres
- 1979 : Rosa, Minha Irmã Rosa
- 1982 : Chocolate e Chuva
- 1983 : Este Rei que eu escolhi
- 1993 : Os olhos da Ana Marta
- 2005 : O casamento da minha mãe
- 2008 : Livro com cheiro a caramelo
- 2010 : Livro com cheiro a banana

## Prix et récompenses
- Prix de la Littérature de Jeunesse, pour Rosa, Minha Irmã Rosa (1979)
- Prix Calouste Gulbenkian de Littérature de jeunesse, pour Este Rei que Eu Escolhi (1983)
- Prix Maria Amália Vaz de Carvalho, pour Dois corpos tombados na Água (2007)